# USS John S. McCain (DL-3)
USS John S. McCain (DL-3/DDG-36) là một tàu khu trục lớp Mitscher từng hoạt động cùng Hải quân Hoa Kỳ trong giai đoạn Chiến tranh Lạnh. Nó là chiếc tàu chiến đầu tiên của Hải quân Hoa Kỳ được đặt cái tên này, được đặt theo tên Đô đốc John S. McCain, Sr. (1884–1945), chỉ huy lực lượng đặc nhiệm tàu sân bay nhanh tại Mặt trận Thái Bình Dương trong Chiến tranh Thế giới thứ hai, từng được tặng thưởng Huân chương Chữ thập Hải quân cùng ba lần được tặng thưởng Huân chương Phục vụ Dũng cảm Hải quân. Nó đã dành phần lớn quãng đời hoạt động để phục vụ tại khu vực Thái Bình Dương và Viễn Đông, từng tham gia cuộc Chiến tranh Việt Nam, được cải biến thành một tàu khu trục tên lửa điều khiển từ năm 1966 đến năm 1968, xếp lại lớp thành DDG-36 và tiếp tục phục vụ cho đến năm 1978. Con tàu cuối cùng bị bán để tháo dỡ vào năm 1980

## Thiết kế và chế tạo
Lớp Mitscher là lớp tàu khu trục đầu tiên được Hải quân Hoa Kỳ chế tạo sau khi Thế Chiến II chấm dứt. Tuy nhiên sau khi việc chế tạo chiếc soái hạm khu trục Norfolk (DL-1) cho thấy có chi phí quá tốn kém (61,9 triệu Đô-la Mỹ), việc chế tạo chiếc tàu chị em CLK-2 của Norfolk bị hủy bỏ, và Hải quân Mỹ chuyển sang cải biến lớp tàu khu trục Mitscher đang đóng thành những soái hạm khu trục.
Thoạt tiên mang ký hiệu lườn DD-928, John S. McCain được đặt lườn tại xưởng tàu của hãng Bath Iron Works Corporation ở Bath, Maine vào ngày 24 tháng 10, 1949. Đang khi chế tạo, con tàu được xếp lại lớp như một soái hạm khu trục vào ngày 2 tháng 2, 1951, mang ký hiệu lườn mới DL-3, rồi được hạ thủy vào ngày 12 tháng 7, 1952, được đỡ đầu bởi bà Roberta McCain, con dâu của Đô đốc McCain Sr. và là phu nhân của Đô đốc John S. McCain, Jr.. Con tàu nhập biên chế cùng Hải quân Hoa Kỳ tại Xưởng hải quân Boston vào ngày 12 tháng 10, 1953 dưới quyền chỉ huy của Hạm trưởng, Trung tá Hải quân Edward Reuben King Jr.

## Lịch sử hoạt động
Sau khi tiến hành chạy thử máy huấn luyện tại vùng biển Caribe và dọc theo bờ biển Đại Tây Dương, John S. McCain đi đến Norfolk, Virginia vào ngày 19 tháng 5, 1955, nơi nó phục vụ cùng Lực lượng Phát triển Tác chiến nhằm thử nghiệm những thiết bị và chiến thuật mới. Nó hoạt động từ căn cứ Norfolk cho đến ngày 5 tháng 11, 1956, khi nó khởi hành từ Hampton Roads và băng qua kênh đào Panama để đi sang vùng bờ Tây, đi đến San Diego, California vào ngày 4 tháng 12. Trong năm tháng tiếp theo con tàu thực hành cơ động tại vùng biển Thái Bình Dương ngoài khơi California.
Khởi hành vào ngày 11 tháng 4, 1957, John S. McCain thực hiện chuyến viếng thăm đầu tiên sang Viễn Đông, ghé đến Australia trước khi tham gia hoạt động tuần tra eo biển Đài Loan trong bối cảnh có nguy cơ xung đột giữa lực lượng Cộng sản với phía Quốc dân Đảng đã rút lui về Đài Loan. Nó quay trở về San Diego vào ngày 29 tháng 9. Con tàu chuyển đến cảng nhà mới tại Trân Châu Cảng, Hawaii vào đầu năm 1958, và tiếp tục tham gia các cuộc cơ động hạm đội và huấn luyện chống tàu ngầm. Đến đầu tháng 9, nó lại được phái đến khu vực Đông Á và Đông Nam Á hỗ trợ cho Đệ Thất hạm đội nhằm ngăn ngừa lực lượng Cộng sản đổ bộ lên các đảo Kim Môn và Mã Tổ tại eo biển Đài Loan. Con tàu ở lại khu vực cho đến khi quay trở về Trân Châu Cảng vào ngày 1 tháng 3, 1959.
Được phái sang phục vụ lượt thứ ba tại Viễn đông vào mùa Thu năm 1959, John S. McCain khởi hành vào ngày 8 tháng 9, 1957 và đi thẳng đến vùng bờ biển Đông Nam Á. Đến tháng 10, nó đi đến ngoài khơi Calcutta, Ấn Độ mang theo thuốc men và lương thực trợ giúp cho những nạn nhân của thiên tai lũ lụt. Sang tháng 1, 1960, nó giải cứu toàn bộ 41 thuyền viên từ chiếc tàu chở hàng Nhật Bản Shinwa Maru chịu tai nạn do gặp bão tại biển Đông. Con tàu được đại tu và huấn luyện sau khi quay trở về Trân Châu Cảng vào ngày 25 tháng 2.
Rời Trân Châu Cảng vào ngày 7 tháng 3, 1961, John S. McCain có thêm một đợt biệt phái phục vụ cùng Đệ Thất hạm đội, hoạt động chủ yếu tại vùng biển ngoài khơi Việt Nam và Lào cho đến khi quay trở về Trân Châu Cảng vào ngày 25 tháng 9, tiếp tục huấn luyện và bảo trì tại vùng biển Hawaii. Chiếc tàu khu trục được phái đến đảo Johnston vào ngày 27 tháng 4, 1962 để tham gia một đợt thử nghiệm bom nguyên tử, và trong sáu tháng tiếp theo đã hoạt động tại khu vực giữa Hawaii và Johnston. Lên đường vào ngày 28 tháng 11 cho lượt hoạt động tiếp theo tại Viễn Đông, nó tuần tra trong biển Đông và vịnh Bắc Bộ, hỗ trợ cho chính phủ Nam Việt Nam chống lại sự xâm nhập của lực lượng Cộng sản. Nó cũng tham gia tuần tra tại eo biển Đài Loan trước khi quay trở về Trân Châu Cảng vào ngày 16 tháng 6, 1963.

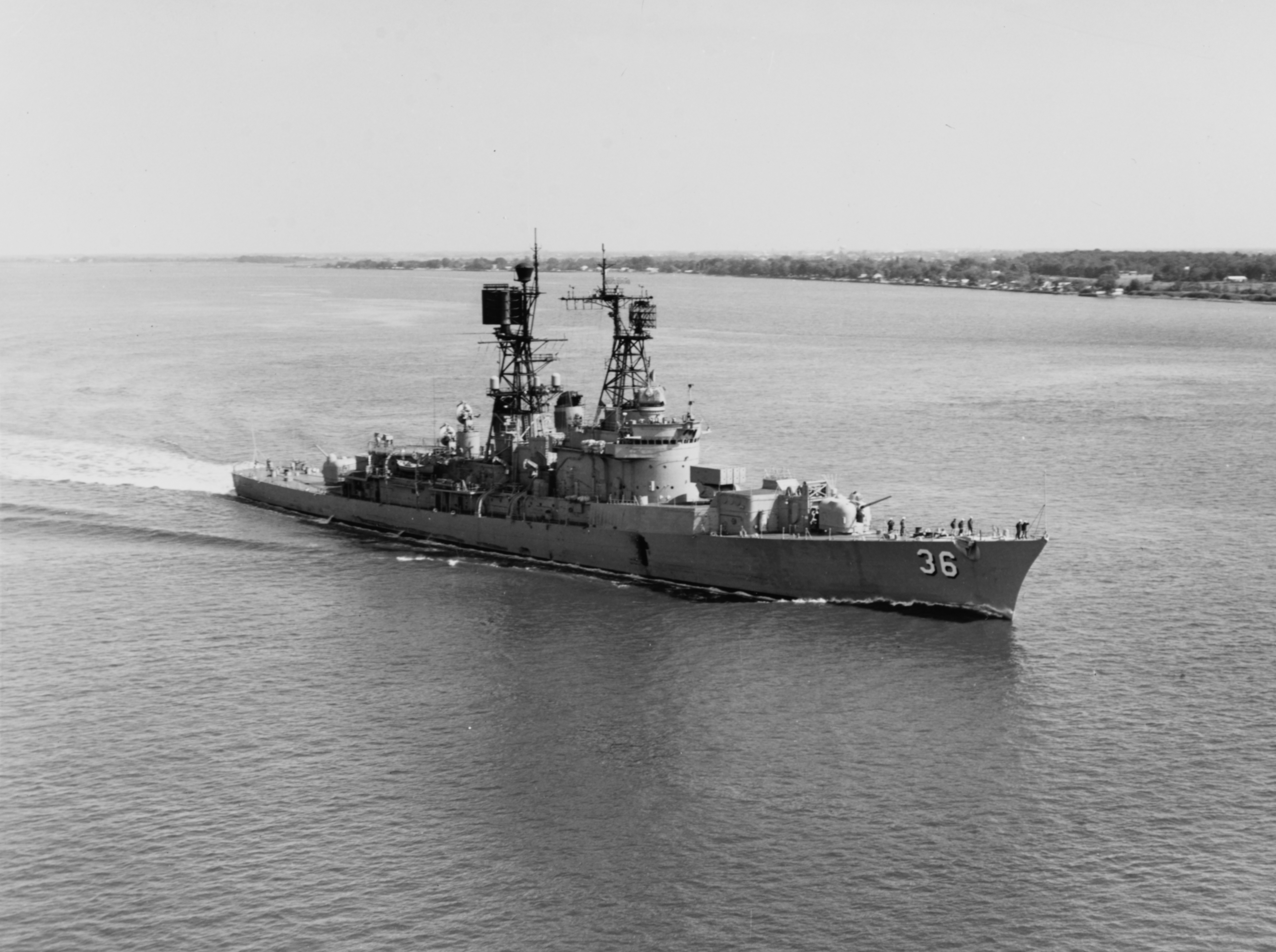
USS John S. McCain sau khi cải biến thành tàu khu trục tên lửa điều khiển, năm 1969

Sau khi thực hành huấn luyện chống ngầm tại vùng biển Hawaii, John S. McCain lên đường vào ngày 23 tháng 3, 1964 để hoạt động cùng một đội tìm-diệt tàu ngầm tại các vùng biển Nhật Bản và Philippines. Trong chuyến đi này nó cũng tham gia các cuộc tập trận phối hợp cùng tàu chiến các nước trong Khối SEATO cũng như với Đệ Thất hạm đội cho đến khi quay trở về Trân Châu Cảng vào ngày 11 tháng 8. Nó tiếp tục hoạt động thường lệ tại vùng biển Hawaii cho đến mùa Xuân năm 1965, và được xếp lại lớp với ký hiệu lườn mới DDG-36 vào ngày 15 tháng 4, 1965. Con tàu quay về vùng bờ Tây rồi trở sang vùng biển Hawaii vào tháng 8, và lên đường cho lượt hoạt động kéo dài sáu tháng tại Viễn Đông. Có mặt ngoài khơi Nam Việt Nam, nó bắn phá các vị trí của lực lượng Cộng sản dọc bờ biển vào ngày 24 tháng 11, rồi lên đường đi Hong Kong hai ngày sau đó, và trải qua kỳ nghỉ lễ cuối năm tại Nhật Bản. Nó tiếp tục hoạt động tại khu vực Tây Thái Bình Dương vào đầu năm 1966 trước khi quay về vùng bờ Đông Hoa Kỳ.
Vào ngày 24 tháng 6, 1966, John S. McCain được cho xuất biên chế và đi vào Xưởng hải quân Philadelphia để cải biến thành một tàu khu trục mang tên lửa điều khiển. Sau khi hoàn tất việc nâng cấp, nó tái biên chế trở lại vào ngày 6 tháng 9, 1969.
John S. McCain được cho xuất biên chế đồng thời rút tên khỏi danh sách Đăng bạ Hải quân vào ngày 29 tháng 4, 1978. Con tàu bị bán để tháo dỡ vào ngày 13 tháng 12, 1979.